# Satenique

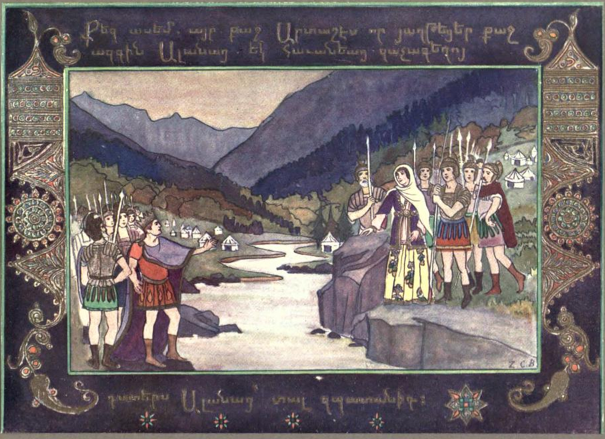
Pintura de Artaxias e Satenique no rio Cura, por Zabelle C. Boyajian

Satenique (em armênio: Հայականիկան; romaniz.: Satʻenik; também Հայականիկան, Satʻinik) foi uma princesa alana que, segundo a tradição armênia, se casou com Artaxias, o rei da Armênia. Na tradição, Artaxias é identificado com o rei Artaxias I do século II a.C., embora geralmente se acredite que a verdadeira base histórica à história veio da invasão da Armênia pelos alanos no século I d.C., durante o reinado de Tiridates I. A história de Artaxias e Satenique faz parte do antigo épico armênio conhecido como Vipasankʻ, cujos fragmentos são apresentados pelo historiador armênio Moisés de Corene em sua História da Armênia. Moisés observa que a história, da qual cita diretamente, era um épico bem conhecido durante seu tempo entre as pessoas comuns da Armênia, contado por contadores de histórias e menestréis viajantes. O nome e o caráter de Satenique estão ligados a Satana, uma figura do folclore dos ossetas e de outros povos do Cáucaso do Norte.

## Nome
O nome Satenique ou Satinique (ambas as versões aparecem em diferentes manuscritos da história de Moisés) tem a mesma terminação que os nomes femininos armênios como Varsenique (Varsenik) e Nazenique (Nazenik). Hrachia Acharian sugere provisoriamente uma derivação da palavra armênia satʻ, "âmbar". D. Lavrov foi o primeiro estudioso a notar a semelhança entre os nomes de Satenique e Satana, a heroína das sagas dos Nartes do Cáucaso do Norte. Variantes do nome Satana existem em várias línguas caucasianas. Harold W. Bailey comparou o nome com avéstico sātar, "mulher governante". Outros compararam-no com o nome cita-sármata Sati(o)no (Satti(o)nos). Sonja Fritz e Jost Gippert propõem uma conexão com o nome cita Xartano (Xarthanos), que se acredita derivar da palavra iraniana *xšathra-, "governar". Satana, no entanto, não pode ser a forma osseta herdada de um nome derivado de *xšathra- por causa de regras fonológicas; deve ter sido emprestado novamente de outra linguagem onde o conjunto -rt- foi substituído por -t-. De acordo com essa teoria, a forma mais antiga do nome é refletida na forma Sartenique (Sartʻenik), que aparece num manuscrito de de Moisés, e na variante Sertenai (Sərtənay) para Satana no dialeto xapessugue do adigue. O armênio Sa(r)tenique (Sa(r)tʻenik) pode ser derivado de uma variação de um nome com a raiz *xšathra- (com um sufixo, *xšathriĭān), levando a *sa(r)tean-, que é anexado com o sufixo diminutivo armênio -ik para produzir Sa(r)tʻenik.

## Historicidade
Moisés de Corene descreve Satenique como uma figura histórica, mas observa a existência de mitos populares sobre ela. Manuk Abełian considera as histórias sobre ela como parte do épico popular armênio chamado Vipasankʻ. Vasily Abaev postula a existência de um ciclo épico armeno-alano, do qual Satenique era um dos personagens. Georges Dumézil pensou que as lendas sobre Satenique eram um ciclo inteiramente fictício de um antigo épico armênio. Foi sugerido que os alanos que se estabeleceram na província de Artaz, no Armênia, contribuíram para a criação do personagem de Satenique.
Diferentes reis armênios históricos são frequentemente confundidos uns com os outros na tradição épica armênia. O Artaxias na história de Artaxias e Satenique é identificado com Artaxias I (r. 189–159 a.C.), que construiu a capital de Artaxata e fundou a dinastia artaxíada. No entanto, é geralmente aceito que o verdadeiro arquétipo histórico para o personagem de Artaxias foi o rei armênio posterior, Tiridates I, do século I. Uma invasão da Armênia pelos alanos naquele ponto é registrada por Flávio Josefo, que escreve que o rei armênio Tiridates escapou por pouco da captura pelos alanos em batalha. O ciclo épico sobre Artaxias e Satenique pode ter sido composto com base neste evento histórico, com Artaxias sendo substituído por Tiridates.
Os estudiosos também notam as semelhanças entre Satenique e outra princesa alana que se casou com um rei armênio, Asquena (Ašχen), que era a esposa do rei Tiridates III do século IV. Na história de Moisés de Corene, tanto Artaxias quanto Tiridates enviam um homem chamado Simbácio para trazer a princesa alana até eles.[a] Acredita-se que o nome Asquena derive do substantivo osseto æxsin, 'senhora'. A Satana osseta é frequentemente referida pelo epíteto æxsīn(æ). Foi sugerido que Moisés estava se baseando nas mesmas informações ao escrever sobre as duas princesas, ou que os casais reais de Artaxes/Tiridates I–Satenique e Tiridates III–Asquena foram confundidos nas lendas. Fritz e Gippert concluem que o núcleo histórico das informações sobre Satenique nas fontes armênias é "certamente não muito mais do que a lendária tradição sobre uma jovem senhora alana chamada Satʿenik e/ou Ašxēn que se casou, em circunstâncias incomuns, com um rei armênio chamado Tiridates/Trdat."

### Paralelos com a Satana caucasiana
Os estudiosos notaram vários paralelos entre a lenda de Artaxias e Satenique e as tradições sobre a heroína do Cáucaso do Norte, Satana. Variantes do nome de Satana aparecem em quase todas as tradições épicas dos povos do Cáucaso, exceto no Daguestão. Os estudiosos acreditam que Satana tenha sido a principal deusa dos alanos. Tanto Satenique quanto Satana aparecem em histórias nas quais são submetidas ao sequestro de noivas: Satenique por Artaxias, e Satana por seu irmão-marido Urizmegue. Ambas as personagens estão envolvidas em histórias de adultério: Satenique com o rival de Artaxias, Argavano, e Satana com Safa. No épico armênio, Artaxias e o filho de Satenique, Artavasdes, lutam contra Argavano, que estava conspirando para atrair Artaxias usando um banquete; nas sagas dos Nartes, os Nartes planejam matar Urizmegue num banquete, mas ele é salvo por seu sobrinho sob as ordens de Satana. Numa história difundida das sagas dos Nartes, um pastor vê Satana do outro lado do rio e se apaixona por ela. Incapaz de cruzar o rio, ele deixa seu sêmen numa rocha próxima. Satenique percebe isso e depois retorna para abrir a pedra, encontrando seu filho Soslã-Sosruco. Isso lembra a história de Artaxias vendo Satenique do outro lado do rio e ficando encantado por sua beleza.

## Lenda
A história de Artaxias e Satenique é apresentada por Moisés de Corene da seguinte forma. Depois de conquistar parte da Ibéria, os alanos se moveram mais ao sul, cruzando o rio Cura à Armênia. O rei Artaxias da Armênia reuniu uma grande força para enfrentar a ameaça alana e uma guerra feroz ocorreu, resultando na captura do jovem filho do rei alano. Os alanos foram forçados a recuar ao Cura e acamparam no lado norte do rio. Enquanto isso, o exército de Artaxias os perseguiu e estabeleceu seu acampamento no lado sul do Cura. O rei alano pediu paz e ofereceu uma aliança eterna entre seu povo e os armênios, prometendo dar a Artaxias tudo o que quisesse pela libertação de seu filho, mas o rei armênio se recusou a fazê-lo.
Nesse momento, Satenique chegou perto da costa e, por meio de um intérprete, pediu a Artaxias que libertasse seu irmão:
Original armênio
Քեզ ասեմ, այր քաջ Արտաշէս,

Որ յաղթեցեր քաջ ազգին Ալանաց,

Ե՛կ հաւանեա՛ց բանից աչագեղոյ դստերս Ալանաց՝

Տալ զպատանիդ.

Զի վասն միոյ քինու ոչ է օրէն դիւցազանց՝

Այլոց դիւցազանց զարմից բառնալ զկենդանութիւն.

Կամ ծառայեցուցանելով ի ստրկաց կարգի պահել,

Եւ թշնամութիւն յաւիտենական

Ի մէջ երկոցունց ազգաց քաջաց հաստատել։
Transliteração (Hübschmann-Meillet)
Kʻez asem, ayr kʻaǰ Artašēs,

Or yałtʻecʻer kʻaǰ azgin Alanacʻ,

Ek hawaneacʻ banicʻ ačʻagełoy dsters Alanacʻ

Tal zpatanid.

Zi vasn mioy kʻinu očʻ ē crēn diwcʻazancʻ

Aylocʻ diwcʻazancʻ zarmicʻ baṙnal zkendanutʻiwn.

Kam caṙayecʻucʻanelov i strkacʻ kargi pahel,

Ew tʻšnamutʻiwn yawitenakan

I mēǰ erkocʻuncʻ azgacʻ kʻaǰacʻ hastatel։

Tradução lusófona
Eu digo a ti, bravo homem Artaxias

Que derrotou o bravo povo ano;

Venha, consinta ao pedido da princesa alana de belos olhos

Para devolver a juventude.

Pois é impróprio de heróis por vingança

Destruir as vidas da progênie de outros heróis

Ou submetê-los para mantê-los em escravidão,

Para que dois povos valentes

Sejam consignados à inimizade perpétua.
Ao ouvir essas palavras, Artaxias viajou até o rio e, ao ver Satenique, foi imediatamente cativado por sua beleza. Artaxias chamou um de seus comandantes militares próximos, Simbácio Bagratúnio, e, confessando seu desejo por Satenique, expressou sua disposição de concluir o tratado com os alanos e ordenou que Simbácio a trouxesse até ele. Simbácio despachou mensageiros ao rei alano, que deu a seguinte resposta:
Original armênio
Եւ ուստի տացէ քաջն Արտաշէս հազարս ի հազարաց եւ բիւրս ի բիւրուց ընդ քաջազգւոյ կոյս օրիորդիս Ալանաց։
Transliteração
Ew usti tacʻē kʻaǰn Artašēs hazars i hazaracʻ ew biwrs i biwrucʻ ənd kʻaǰazgwoy koys ōriordis Alanacʻ։
Tradução
E de onde o bravo Artaxias dará milhares e milhares e dezenas de milhares e dezenas de milhares pela donzela do bravo povo alano?
Artaxias tentou raptar Satenique:
Original armênio
Հեծաւ արի արքայն Արտաշէս ի սեաւն գեղեցիկ,

Եւ հանեալ զոսկէօղ շիկափոկ պարանն,

Եւ անցեալ որպէս զարծուի սրաթեւ ընդ գետն,

Եւ ձգեալ զոսկէօղ շիկափոկ պարանն

Ընկէց ի մէջք օրիորդին Ալանաց.

Եւ շատ ցաւեցոյց զմէջք փափուկ օրիորդին,

Արագ հասուցանելով ի բանակն իւր:

Transliteração
Hecaw ari arkʻayn Artašēs i seawn gełecʻik,

Ew haneal zoskēōł šikapʻok parann,

Ew ancʻeal orpēs zarcui sratʻew ənd getn,

Ew jgeal zoskēōł šikapʻok parann

Ənkēcʻ i mēǰkʻ ōriordin Alanacʻ.

Ew šat cʻawecʻoycʻ zmēǰkʻ pʻapʻuk ōriordin,

Arag hasucʻanelov i banakn iwr:

Tradução
O bravo Rei Artaxias montou seu belo [cavalo] preto,

E tirando uma corda de couro vermelha cravejada de anéis de ouro,

E cruzando o rio como uma águia de asas afiadas,

E jogando sua corda de couro vermelha cravejada de anéis de ouro,

Lançando-a sobre a cintura da donzela alana,

E ferindo gravemente a cintura da delicada donzela,

Rapidamente levando-a de volta ao seu acampamento.
Moisés de Corene considera esta passagem alegórica e escreve que, em vez de capturar Satenique com uma "corda de couro vermelho cravejada de anéis de ouro", Artaxias na verdade pagou como preço da noiva grandes quantidades de ouro e couro vermelho, este último muito valorizado pelos alanos. De acordo com outra interpretação, a passagem não é alegórica e é um relato literal do sequestro da noiva, que era considerado mais honroso durante este período do que a aquiescência formal.
Os dois reis concluíram um tratado de paz, e um casamento luxuoso e magnífico ocorreu. Moisés, citando o épico, escreve que durante o casamento uma "chuva de ouro caiu" sobre Artaxias e uma "chuva de pérolas" caiu sobre Satenique. Era uma tradição popular entre o rei armênio, de acordo com Moisés, ficar em frente à entrada de um templo e espalhar dinheiro e cobrir o quarto da rainha com pérolas. Satenique se tornou a primeira entre as esposas de Artaxias; isto é, ela foi considerada rainha da Armênia. Eles tiveram seis filhos: Artavasdes,[b] Veroir, Majã, Zariadres, Tiranes e Tigranes.
O relacionamento posterior entre Artaxias e Satenique permanece em grande parte desconhecido. Anteriormente na História da Armênia, Moisés de Corene escreve que, de acordo com as canções de Gołtn, Satenique se apaixonou por Argavano, que é descrito como descendente de uma raça de dragões (vixapes em armênio).[c] O restante da história que foi cantada pelos menestréis não foi registrado por Moisés e acredita-se que esteja perdido.